# Роберту Мінчук
Роберту Мінчук (порт. Roberto Minczuk; 23 квітня 1967, Сан-Паулу) — бразильський композитор і диригент українського походження.

## Життєпис
Очолював оркестр Національного університету в Бразиліа, потім працював з Симфонічним оркестром штату Сан-Паулу, керував першими в історії колективу гастролями (2000, Ліма) і першим європейським виступом (2003, Нюрнберг). Виступав з провідними оркестрами світу, в 1998 році дебютував за пультом Нью-Йоркського філармонічного оркестру, керував гастролями Лондонського філармонічного оркестру в США, здійснив ряд оперних постановок, в тому числі в Ліонській опері й на Единбурзькому фестивалі.
Музичний керівник Філармонічного оркестру Калгарі (з 2003). Одночасно в 2006 році очолив Бразильський симфонічний оркестр, істотно піднявши його рівень, проте в 2011 році спроби реформувати систему оплати музикантів і оновити склад привели до конфлікту і затяжної кризи в оркестрі, на який відгукнулися багато національних ЗМІ й навіть відомий світовий музичний оглядач Норман Лебрехт.
З 2016 — головний диригент Державного симфонічного оркестру Сан-Паулу.